# Slobodan Rubežić
Slobodan Rubežić (en serbe : Слободан Рубежић), né le 21 mars 2000 à Belgrade en Serbie, est un footballeur international monténégrin. Il joue au poste de défenseur central au FK Novi Pazar.

## Biographie

### En club
Né à Belgrade en Serbie, Slobodan Rubežić est formé au FK Vojvodina Novi Sad puis poursuit sa formation au FK Čukarički. Il commence toutefois sa carrière au FK Novi Pazar, où il est prêté en août 2019. C'est avec ce club qu'il joue son premier match en professionnel, le 3 août 2019, contre le FK Sinđelić Belgrade lors de la première journée de la saison 2019-2020 de deuxième divisions serbe. Il est titularisé et les deux équipes se neutralisent (1-1 score final). Rubežić inscrit son premier but en professionnel le 21 septembre 2019, lors d'un match de championnat face au FK Radnički Pirot. Il est titularisé et inscrit le but égalisateur de son équipe (1-1 score final).
Rubežić fait son retour au FK Čukarički à l'été 2020, à la fin de son prêt. Intégré à l'équipe première, il se blesse sérieusement. Touché aux ligaments croisés du genou, il est absent pour de longs mois.
Le 7 janvier 2022, Slobodan Rubežić fait son retour au FK Novi Pazar, cette fois dans le cadre d'un transfert définitif,.
Le 31 juillet 2023, Slobodan Rubežić rejoint l'Écosse afin de signer avec l'Aberdeen FC. Il s'engage pour un contrat de trois ans, soit jusqu'en juin 2026.
Le 13 février 2025, Slobodan Rubežić fait son retour au FK Novi Pazar en étant prêté par Aberdeen jusqu'à la fin de la saison.

### En sélection
Né en Serbie, Slobodan Rubežić peut également jouer pour le Monténégro en sélection, sa mère étant originaire de ce pays. En octobre 2023, il est appelé pour la première fois avec l'équipe nationale du Monténégro par le sélectionneur Miodrag Radulović (en). 

## Palmarès

### En club
- Aberdeen FC
  - Finaliste de la Coupe de la Ligue écossaise en 2023-2024